# トリッペル SG6
トリッペル SG6 (Trippel SG6) は、1930年代にドイツのハンス・トリッペルによって開発され、第二次世界大戦期のドイツ国防軍および武装親衛隊で運用された水陸両用車である。

## 概要

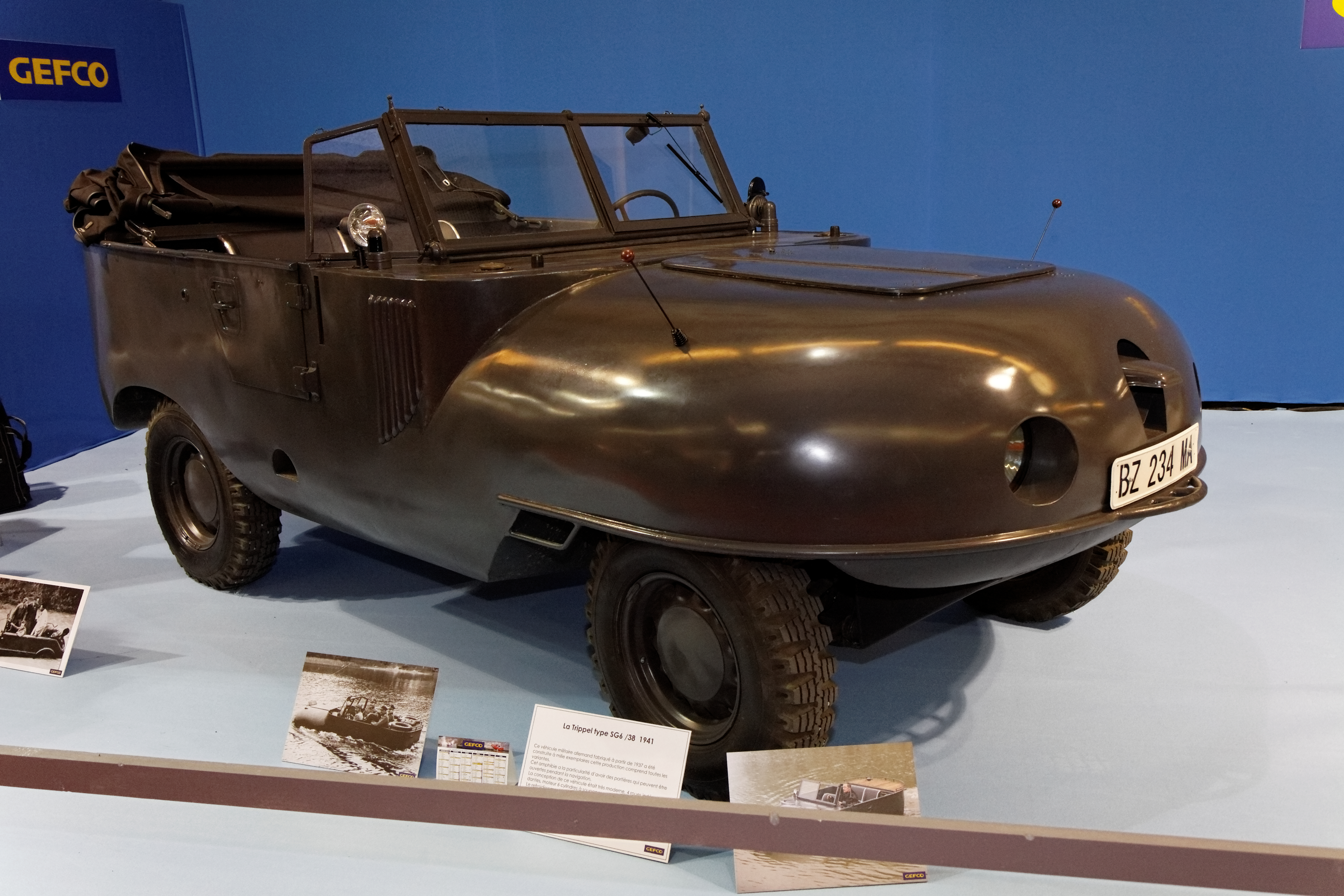
トリッペル SG6/38

1930年代初頭から独学で自動車製作をしていたハンス・トリッペルは1935年に水陸両用のオフロード車のプロトタイプを製作し、これを当時のナチス幹部らに披露した。助成金を受け取ったトリッペルはホンブルクに設立した自社工場でSG6と名づけられた水陸両用乗用車の開発を行った。この車両は市販の一般車用シャーシに船型車体を載せたそれまでのプロトタイプとは異なり、船型の車体にサスペンションなどの走行装置が効率よく組み込まれた形態になっていた。SG6は当初、民間向けの用途も考えて設計されていたが、実際の量産を考えた段階では、軍からまとまった大口注文が無いと採算が合わないような仕様になっていた。トリッペルはドイツ軍から20台の受注を取り付け、SG6を1938年から40年にかけて生産した。トリッペルはSG6をイタリア軍にも売り込もうと考え、ホンブルクからイタリアのナポリまでを地上走行し、さらにカプリ島まで海上を浮航して移動するパフォーマンスを行った。
また、ドイツ陸軍からの要請で、SG6の車内容積を純粋に拡大し、16名の兵士が搭乗可能なバージョンの開発・生産も行われたとされている。
1940年にトリッペルは、SG6の車体形状をリファインし、より水上走行の効率を良くしたバージョンを民間向けに販売しようと考えた。このバージョンはSG6コロニアル・パイオニアと呼ばれたが、第二次世界大戦の本格化を受け、ほとんど生産されなかった。
1940年のフランス侵攻の際、アルザス地方のモルスハイムにあったブガッティの自動車工場がトリッペルの管轄に置かれることになり、SG6コロニアル・パイオニアを元に軍向けに更に改修したSG6の新モデルをこの元ブガッティの工場で生産することになった。モルスハイムの工場にトリッペルの名を冠した"トリッペル・ヴェルケ" (Trippel-Werke GmbH) が設立され、SG6/41と名づけられた新型水陸両用車の量産が行われることになった。（これに対し、1938年から生産された初期のモデルがSG6/38と呼ばれている。）
SG6/41の生産は1943年頃に終了した。この頃にはフェルディナンド・ポルシェの開発したTyp 166 シュビムワーゲンがドイツ軍向けの水陸両用車として大量生産され広く導入されており、SG6の生産数は資料によって異なるが、200～1,000両程度に留まったと考えられている。